# Koolstofoxide (stofgroep)
Een koolstofoxide of oxide van koolstof is een verbinding van koolstof met zuurstof. De eenvoudigste en meest algemene koolstofoxides zijn koolstofmonoxide, {\displaystyle {\ce {CO}}}, en koolstofdioxide, {\displaystyle {\ce {CO2}}}.
Veel beschreven koolstofoxides zijn de facto stabiel of metastabiel, maar zijn instabiel in thermodynamische zin en gelden vooral als laboratoriumcuriositeiten, bijvoorbeeld koolstofsuboxide {\displaystyle {\ce {C3O2}}} of {\displaystyle {\ce {O=C=C=C=O}}} en mellitinezuuranhydride {\displaystyle {\ce {C12O9}}}.
|  |                      |  |                      |  |                        |  |                               |
|  | CO koolstof monoxide |  | CO2 koolstof dioxide |  | C3O2 koolstof suboxide |  | C12O9 Mellitinezuur anhydride |

Veel andere oxides zijn vandaag de dag (2009) beschreven, waarvan de meeste pas sinds de jaren 60 van de 20e eeuw gesynthetiseerd kunnen worden. De mate van stabiliteit en de verschijningsvorm verschillen sterk:
- Sommige van deze nieuwe oxides zijn stabiel bij kamertemperatuur
- Andere zijn slechts metastabiel
- Weer andere zijn slechts bekend bij zeer lage temperaturen en ontleden bij opwarmen in eenvoudiger koolstofoxides.
- Veel van de oxides zijn echt instabiel en kunnen alleen bestudeerd worden als reactief intermediair in een chemische reactie.
- Een aantal is slechts bekend als gasfase-bestanddeel of zijn slechts waargenomen in een inerte matrix.
- Daarnaast bestaan er ook grafeenoxide en andere polymere koolstofoxides.[4][5]

## Overzicht

### Stabiele oxides

#### koolstofdioxide
Koolstofdioxide, {\displaystyle {\ce {CO2}}}, komt wijdverspreid in de natuur voor en wordt sinds prehistorische tijden door de mens (onbedoeld) geproduceerd (ademen, kookvuren en fermentatie). Gedurende de 17e en 18e eeuw werd de stof door diverse chemici als verbinding herkend, al was de naamgeving in eerste instantie wat rommelig: spiritus sylvestris, forest spirit of fixed air zijn namen die voor de stof gebruikt zijn.

#### Koolstofmonoxide
Koolstofmonoxide, {\displaystyle {\ce {CO}}}, kan ook bij verbranding ontstaan, en is sinds de oudheid, uiteraard zonder als zodanig herkend te zijn, in gebruik bij het maken van ijzer uit zijn ertsen. Net als het dioxide is het sinds de middeleeuwen bestudeerd en beschreven door verschillende alchemisten en chemici. De samenstelling werd in 1800 ontdekt door William Cruikshank.

#### Koolstofsuboxide
Koolstofsuboxide, {\displaystyle {\ce {C3O2}}}, werd in 1873 ontdekt door Benjamin Brodie. Een elektrische stroom door koolstofdioxide leidde tot de vorming.

#### Mellitinezuuranhydride
Het vierde, al langer bekende koolstofoxide, mellitinezuuranhydride {\displaystyle {\ce {C12O9}}}, is kennelijk al door Liebig en Wöhler in 1830 geïsoleerd tijdens hun onderzoek naar melliet ("honingsteen"), maar pas in 1913 door Meyer en Steiner correct beschreven.

#### Grafeenoxide
In 1859 beschreef Benjamin Brodie een vijfde koolstofoxide, met een koolstof/zuurstof-verhouding die varieerde tussen 2/1 en 3/1. Brodie gaf er de naam grafietoxide aan. De moleculaire structuur bleef echter onbekend. In 1958  werd de stof herontdekt. De stof kan monomoleculaire lagen met een honingraatstructuur vormen en wordt dan aangeduid als grafeenoxide, naar analogie van grafeen. Deze vorm is onderwerp van research in de nanotechnologie.

### Instabiele en metastabiele oxides
Opmerkelijke instabiele en metastabiele koolstofoxides, die alleen zijn waargenomen onder extreme omstandigheden, zijn:
- dikoolstofmonoxide {\displaystyle {\ce {:C=C=O}}}
- koolstoftrioxide {\displaystyle {\ce {CO3}}}[10]
- koolstoftetroxide {\displaystyle {\ce {CO4}}}[11][12]
- koolstofpentoxide {\displaystyle {\ce {CO5}}}[13]
- koolstofhexoxide {\displaystyle {\ce {CO6}}}[14]
- 1,2-dioxetaandion {\displaystyle {\ce {C2O4}}}.[15][16] Sommige van deze reactie koolstofoxides zijn ontdekt in moleculaire wolken in het interstellair medium via rotatie-spectroscopie.[17]

#### Theoretische benaderingen
Veel koolstofoxides zijn met behulp van theoretische methodes bestudeerd, maar wachten nog op ontdekking. Voorbeelden hiervan zijn:
- oxaalzuuranhydride {\displaystyle {\ce {C2O3}}}
- etheendion {\displaystyle {\ce {O=C=C=O}}}[18]
- andere lineaire en cyclische polymeren van koolstofmonoxide (-CO-)n[19] en koolstofdioxide (-CO2-)n, zoals het dimeer 1,3-dioxetaandion (C2O4).[20]

|  |                          |  |                  |  |                          |
|  | C2O3 Oxaalzuur anhydride |  | C2O2 Etheen dion |  | C2O4 1,3-Dioxetaan- dion |

## Algemene structuur
Normaal gesproken is koolstof een tetravalent element terwijl zuurstof divalent is. Ook in de koolstofoxides is koolstof doorgaans aan vier andere atomen gebonden, zuurstof aan twee. Daarnaast kan koolstof lange ketens en netwerken vormen. Voor zuurstof geldt dat ketens van drie of meer atomen zeldzaam zijn, als ze al zijn aangetroffen. Het gevolg is dat de nu (2009) bekende neutrale koolstofoxides bestaan uit een of meer koolstofdelen, inclusief cyclische en aromatische delen met elkaar verbonden en afgesloten door zuurstof- (-O-, =O) of peroxide-groepen (-O-O-).
Koolstof-atomen met minder elektronen in hun valentieschil dan de standaard acht worden in sommige oxides aangetroffen, zoals in het diradicaal {\displaystyle {\ce {C2O}}}, of meer op de structuur gericht: {\displaystyle {\ce {O=C=C:}}}. In het algemeen zijn deze verbindingen te reactief om in grote hoeveelheden te maken. Het verlies, of juist het opnemen van elektronen, kan resulteren in monovalente negatieve zuurstof, {\displaystyle {\ce {O^{-}}}}, trivalente positief geleden zuurstof, {\displaystyle {\ce {#O^{+}}}} of trivalent negatief geladen koolstof, {\displaystyle {\ce {#C^{+}}}}. De laatste twee gevallen komen gecombineerd voor in koolstofmonoxide: {\displaystyle {\ce {^{+}O#C^{-}}}}. Negatief geladen zuurstof komt algemeen voor in de koolstof-zuurstof-anionen (KZA's).

## Lineaire koolstofdioxides
Deze groep van koolstofoxides heeft als algemene formule: {\displaystyle {\ce {C_{n}O2}}}, of met meer nadruk op de structuur: {\displaystyle {\ce {O=(C=)_{n}O}}}. Zij bestaan dus uit een lange rij koolstofatomen, aan beide uiteinden afgesloten door een zuurstofatoom. De eerste vijf leden van deze groep zijn:
- {\displaystyle {\ce {CO2}}} of {\displaystyle {\ce {O=C=O}}}, het bekende koolstofdioxide.
- {\displaystyle {\ce {C2O2}}} of {\displaystyle {\ce {O=C=C=O}}}, het extreem instabiele etheendion.[18]
- {\displaystyle {\ce {C3O2}}} of {\displaystyle {\ce {O=C=C=C=O}}}, het metastabiele koolstofsuboxide of trikoolstofdioxide.
- {\displaystyle {\ce {C4O2}}} of {\displaystyle {\ce {O=C=C=C=C=O}}}, tetrakoolstofdioxide of 1,2,3-Butatrieen-1,4-dion[24]
- {\displaystyle {\ce {C5O2}}} of {\displaystyle {\ce {O=C=C=C=C=C=O}}},  pentakoolstofdioxide,[25] bij kamertemperatuur stabiel in oplossing, en puur bij temperaturen kleiner dan −90 °C.[26]

Van een aantal hogere leden van deze groep zijn sporen gedetecteerd in een lage druk gasfase en/of een cryogene matrix. Het gaat dan met name om n = 7 en  n = 17, 19 en 21.

## Lineaire koolstofmonoxides
Een andere groep wordt gevormd door de lineaire koolstofmonoxides: {\displaystyle {\ce {CnO}}}. Het eerste lid van deze groep is het bekende koolstofmonoxide. Het lijkt het enige groepslid te zijn dat bij kamertemperatuur in pure staat praktisch stabiel is, hoewel het niet thermopdynamisch stabiel is zoals in de Boudouardreactie blijkt. Fotolyse van de lineaire koolstofdioxides (zie hierboven) leidt tot verlies van koolmonoxide, wat resulteert in de vorming van aantoonbare hoeveelheden van even-koolstof-atoom monoxides in een cryogene matrix zoals {\displaystyle {\ce {C2O}}}, {\displaystyle {\ce {C4O}}}, en C6O.  De leden van deze groep tot en met n = 9 zijn ook verkregen via gasontladingen in met argon verdunde {\displaystyle {\ce {C3O2}}}. Van de eerst drie leden van deze groep is aangetoond dat ze voorkomen in de ruimte voorkomen.
Van moleculen met een even aantal koolstofatomen wordt gedacht dat ze in een triplet-staat voorkomen: de twee laatste elektronen zitten in verschillende MO's. De atomen zijn via dubbele bindingen met elkaar verbonden, het eindstandige koolstof-atoom draagt het diradicaal zoals in {\displaystyle {\ce {O=C=C:}}} en {\displaystyle {\ce {O=C=C=C=C:}}}. Als het molecuul een oneven aantal koolstofatomen telt wordt gedacht in de richting van een serie ethyn-achtige bindingen tussen de koolstof-atomen. Het eindstandige koolstof-atoom draagt een negatieve lading, het zuurstof-atoom een positieve: {\displaystyle {\ce {^{-}C#C-C#C-C#O^{+}}}}. Koolstofmonoxide vogt dit patroon ook, de dominante vorm wordt als {\displaystyle {\ce {^{+}O#C^{-}}}} genoteerd.

## Radialeen-achtige cyclische polyketonen
Een derde groep koolstofoxides wordt gevormd door de cyclische radialeen-derivaten {\displaystyle {\ce {C_{n}O_{n}}}}. Ze kunnen als cyclische polymeren van koolstofmonoxide beschouwd worden, of als n-voudige ketonen van cycloalkanen. Koolstofmonoxide kan als het eerste lid van deze groep worden beschouwd. Op basis van theoretische studies wordt niet verwacht dat de volgende twee leden van deze groep, {\displaystyle {\ce {C2O2}}} (etheendion) en {\displaystyle {\ce {C3O3}}} (cyclopropaantrion), bestaanbbare moleculen zijn. De volgende drie leden van de groep, {\displaystyle {\ce {C4O4}}} (cyclobutaantetron, {\displaystyle {\ce {C5O5}}} (cyclopentaanpenton en {\displaystyle {\ce {C6O6}}} (cyclohexaanhexon, zijn theoretisch mogelijk, maar waarschijnlijk erg instabiel. Tot nu toe (2009) zijn alleen sporen gesynthetiseerd.
|  |            |  |                   |  |                   |  |                    |  |                  |
|  | etheendion |  | cyclopropaantrion |  | cyclobutaantetron |  | cyclopentaanpenton |  | cyclohexaanhexon |

### Anionen
Hoewel de neutrale stoffen (tamelijk) instabiel zijn, zijn de overeenkomstige anionen met dezelfde formule, maar met een of meer extra elektronen wel (meta)stabiel, sommige ervan zijn al sinds de 19e eeuw bekend. Voor de hierboven genoemde stoffen zijn dat:
- {\displaystyle {\ce {C2O2^{2-}}}}, ethyndiolaat[32]
- {\displaystyle {\ce {C3O3^{2-}}}}, deltaat[33][34]
- {\displaystyle {\ce {C4O4^{2-}}}}, squaraat[35]
- {\displaystyle {\ce {C5O5^{2-}}}}, croconaat,[36]
- {\displaystyle {\ce {C6O6^{2-}}}}, rhodizonaat[37][38]

Van het cyclische oxide {\displaystyle {\ce {C6O6}}} zijn ook de hoger geladen anionen bekend:
- {\displaystyle {\ce {C6O6^{4-}}}}, benzochinontetraolaat, het anion van tetrahydroxy-1,4-benzochinon en
- {\displaystyle {\ce {C6O6^{6-}}}}, benzeenhexaoalaat, het anion van benzeenhexol[39] De aromaticiteit van deze anionen is theoretisch onderzocht.[40][41]

## Nieuwe oxides
Sinds de jaren 60 van de 20e eeuw is er een groot aantal (meta)stabiele koolstofoxides gesynthetiseerd en beschreven. Voorbeelden  zijn:
- {\displaystyle {\ce {C4O6}}}, 1,4-dioxaantetraketon, het dimeer van oxaalzuuranhydride, stabiel in Et2O bij −30 °C, ontleed bij 0 °C.[42]
- {\displaystyle {\ce {C6O6}}}, etheentetracarbonzuurdianhydride, een stabiel isomeer van cyclohexaanhexon[43]
- {\displaystyle {\ce {C8O8}}} of {\displaystyle {\ce {C6O2(CO3)2}}}, tetrahydroxy-1,4-benzochinonbiscarbonaat, ontleed bij ongeveer 45–53 °C.[44]
- {\displaystyle {\ce {C9O9}}} of {\displaystyle {\ce {C6(CO3)3}}}, hexahydroxybenzeentriscarbonaat ontleed bij 45–53 °C.[44]
- {\displaystyle {\ce {C10O8}}}, 1,4-benzochinontetracarbonzuurdianhydride.[45]
- {\displaystyle {\ce {C10O10}}} of  {\displaystyle {\ce {C6O2(C2O4)2}}}, tetrahydroxy-1,4-benzochinonbisoxalaat stabiel als THF-solvaat.[46]
- {\displaystyle {\ce {C12O6}}}, hexoxotricyclobutabenzeen[47][48]
- {\displaystyle {\ce {C12O12}}}, of {\displaystyle {\ce {C6(C2O4)3}}}, benzeenhexoltrisoxalaat stabiel als THF-solvaat.[49]
- {\displaystyle {\ce {C24O6}}}, een cyclisch trimeer van het biradicaal 3,4-dialkynyl-3-cyclobuteen-1,2-dion {\displaystyle {\ce {. C#C-(C4O2)-C#C .}}}[50]
- {\displaystyle {\ce {C32O8}}}, een tetrameer van het biradicaal 3,4-dialkynyl-3-cyclobuteen-1,2-dion[50]

|  |                                                 |  |                                                                 |  |                                                                         |  |                                                               |  |                                                                            |
|  | {\displaystyle {\ce {C4O6}}} Dioxaan tetraketon |  | {\displaystyle {\ce {C6O6}}} etheen tetracarbonzuur dianhydride |  | {\displaystyle {\ce {C8O8}}} Tetrahydroxy- 1,4-benzochinon biscarbonaat |  | {\displaystyle {\ce {C9O9}}} Hexahydroxybenzeen triscarbonaat |  | {\displaystyle {\ce {C10O8}}} 1,4-Benzochinon- tetracarbonzuur dianhydride |

|  |                                                                        |  |                                                           |  |                                                              |
|  | {\displaystyle {\ce {C10O10}}} Tetrahydroxy-1,4-benzochinon bisoxalaat |  | {\displaystyle {\ce {C10O8}}} Hexoxotricyclo- butabenzeen |  | {\displaystyle {\ce {C10O8}}} Hexahydroxybenzeen trisoxalaat |

|  |                                                                            |  |                                                                                |
|  | {\displaystyle {\ce {C24O6}}} Tris(3,4-dialkynyl- 3-cyclobuteen- 1,2-dion) |  | {\displaystyle {\ce {C32O8}}} Tetrakis(3,4-dialkynyl- 3-cyclobuteen- 1,2-dion) |

Veel analoge verbindingen van de hier getoonde stoffen zijn theoretisch onderzocht, en van sommige wordt verwacht dat ze stabiel zullen zijn, zoals onder andere carbonaat- en oxalaat-esters van tetrahydroxy-1,2-benzochinon. Ook voor esters van rhodizonzuur, croconzuur, kwadraatzuur en deltazuur ligt dat in de lijn van de verwachting.

## Polymere koolstofoxides
Koolstofsuboxide, {\displaystyle {\ce {C3O2}}}, polymeriseert bij kamertemperatuur spontaan tot een oligomeer met een koolstof/zuurstof-verhouding van 3/2. De stof lijkt een lineaire keten van lacton-zesringen met een continue keten van koolstofatomen, afwisselend dubbel- en enkel-gebonden. Vooral in het hexameer (meest reachtse structuur op de tweede rij hieronder) is deze keten relatief makkelijk terug tevinden: Van het koolstof-atoom naast zuurstof het meest links boven naar het koolstof-atoom aan het zuurstofatoom het meest rechtsonder. Fysische parameters geven de indruk dat er 5 of 6 suboxide-eenheden per molecuul aanwezig zijn, afhankelijk van de temperatuur tijdens het ontstaan.
|  |                                                                                    |  |  |  |
|  | Eindstandige en herhalende groepen in oligomeren van {\displaystyle {\ce {C3O2}}}. |  |  |  |

|  |                                                                   |  |  |  |  |  |  |
|  | Oligomeren van {\displaystyle {\ce {C3O2}}} met 3 tot 6 eenheden. |  |  |  |  |  |  |

Als koolstofmonoxide in een diamant anvil cel wordt blootgesteld aan een druk van 5 GPa ontstaat een roodachtig polycarbonylpolymeer met een iets hoger zuurstofgehalte, dat metastabiel is onder standaardomstandigheden. Gedacht wordt dat {\displaystyle {\ce {CO}}} in de cel disproportioneert tot een mengsel van {\displaystyle {\ce {CO2}}} en {\displaystyle {\ce {C3O2}}}.
{\displaystyle {\ce {4CO->[{\ce {5\ GPa}}][{\ce {\ }}]\ CO2\ +\ C3O2}}}
De laatste stof geeft dan weer de plolymeren zoals hierboven beschreven, maar onregelmatiger van structuur. Een deel van de ontstane koolstofdioxide wordt in de matrix van het polymeer afgevangen.
Een ander polymeer, met een koolstof/zuurstof-verhouding van 5/1 of hoger, is het klassieke grafietoxide, en de enkellaagsversie daarvan, grafeenoxide.

## Fullereeneoxides ozonides
Van verschillende fullerenen zijn gezamenlijk meer dan 20 oxides en ozonides beschreven, waaronder:
- {\displaystyle {\ce {C60O}}}, 2 isomeren
- {\displaystyle {\ce {C60O2}}}, 6 isomeren
- {\displaystyle {\ce {C60O3}}}, 3 isomeren
- {\displaystyle {\ce {C120O}}}
- {\displaystyle {\ce {C120O4}}}, 4 isomeren
- {\displaystyle {\ce {C70O}}}
- {\displaystyle {\ce {C140O}}}